# Pascal Siakam
Pascal Siakam (født 2. april 1994) er en camerounsk professionel basketballspiller, som spiller for NBA-holdet Indiana Pacers. Han har været på All-Star holdet to gange i sin  karriere, og vandt Most Improved Player-prisen i 2019.

## Klubkarriere

### Toronto Raptors
Siakam blev draftet med det 27. valg i 2016 draften af Toronto Raptors. Han spillede først som rotationsspiller for Raptors i starten af sæsonen, før han i slutningen blev sendt til deres G League-hold Raptors 905. Han spillede her en central rolle i, at Raptors 905 vandt G League mestreskabet.
Siakam fik en større rolle i sin anden sæson, hvor han etablerede sig som en fast mand på NBA holdet. Det var dog i hans tredje sæson, at han fik sit helt store gennembrud. Han etablerede sig i sæsonen som fast mand på holdet, og hans scoring mere end fordoblede, da han gik fra 7 point til 16 point per kamp i sæsonen. Som resultat af dette, blev han kåret som ligaens Most Improved Player. Han spillede i slutspillet en vigtig rolle i, at Toronto vandt deres første mesterskab nogensinde, da de slog Golden State Warriors i finalen.
Siakams rolle blev kun større i 2019-20 sæsonen, efter at Kawhi Leonard havde forladt holdet. Hans scoring voksede som resultat, da han scorede 22,9 point per kamp i sæsonen. Dette resulterede i, at han for første gang i sin karriere blev valgt til All-Star holdet.
Siakams bedste scoringsmæssige sæson til dato kom i 2022-23, hvor han scorede 24,2 point per kamp. Som resultat blev han valgt til sin anden All-Star kamp, denne gang som erstatning for en skadet Kevin Durant.

### Indiana Pacers
Siakam blev traded til Indiana Pacers i januar 2024.